# Helmond
Helmond – miasto w południowej Holandii w prowincji Brabancja Północna, nad kanałem Zuid-Willemsvaart, 13 km na wschód od Eindhoven. W grudniu 2022 miasto liczyło 94 809 mieszkańców. Miasto partnerskie Zielonej Góry. Główną ulicą Helmond jest Kanaaldijk. 

## Charakterystyka
Od początku XXI wieku największa szkoła w Helmond - ROC Ter AA regularnie współpracuje z najstarszą szkołą techniczną w Tomaszowie Mazowieckim - ZSP1.
W mieście rozwinął się przemysł włókienniczy, papierniczy oraz spożywczy.

## Zabytki
- średniowieczny  zamek (obecnie muzeum),
- zespół nowoczesnych budynków teatru (1977)

## Współpraca
Miejscowości partnerskie:
- Mechelen, Belgia
- Zielona Góra, Polska